# Provincia di Chepén
La provincia di Chepén è una delle 12 province della regione di La Libertad nel Perù.

## Province confinanti
Confina al nord con la regione di Lambayeque, ad est con la regione di Cajamarca, a sud con la provincia di Pacasmayo e ad ovest con l'oceano Pacifico.

## Geografia antropica

### Suddivisioni amministrative

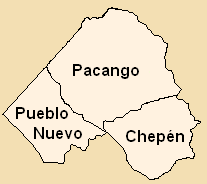
Mappa che mostra i distretti della Provincia di Chepén

La provincia è suddivisa in tre distretti:
- Chepén
- Pacanga
- Pueblo Nuevo